# Juvancourt
Juvancourt ist eine französische Gemeinde mit 108 Einwohnern (Stand: 1. Januar 2022) im Département Aube in der Region Grand Est (bis 2015 Champagne-Ardenne). Sie gehört zum Arrondissement Bar-sur-Aube und zum Gemeindeverband Région de Bar-sur-Aube. Die Bewohner nennen sich Juvancourtois.

## Geografie
Die Gemeinde Juvancourt liegt am rechten Ufer der Aube, etwa 60 Kilometer ostsüdöstlich von Troyes und 30 Kilometer westlich von Chaumont. Das 8,29 km² umfassende Gemeindegebiet ist zweigeteilt: im Westen die ca. 300 m breite Flussaue der Aube, in der Mitte und im Osten ein dicht bewaldetes Hochplateau (Bois de Medu), das bis zu 150 Höhenmeter über dem Aubetal liegt. Im äußersten Südosten der Gemeinde wird mit 357 m über dem Meer der höchste Punkt erreicht. Im Osten und Süden grenzt Juvancourt an das Département Haute-Marne. Nachbargemeinden von Juvancourt sind Longchamp-sur-Aujon im Norden, Maranville im Nordosten, Laferté-sur-Aube im Süden sowie Ville-sous-la-Ferté im Westen.

## Ortsname
Laut dem Wörterbuch der Ortsnamen von France Larousse stammt der Name Juvancourt aus dem lateinischen Juvinius cortem, was etwa mit Domäne de Juvinius wiedergegeben werden kann.
Der Ortsname tauchte erstmals 1115 als Juvencourt in einer Akte des Klosters Clairvaux auf. Es ging dabei um einen Rechtsstreit zwischen den Mönchen und Charles de Coligny, Herr über Andelot, Dinteville und Juvancourt.
Im Lauf der Zeit änderten sich die Schreibweisen des Ortsnamens wie folgt:
1135 Juvencort
1147 Jovencort
1196 Juveincur und Juveincurt
1222 Juvancourt, Juvencourt, Jovencort und Giuvancort
1230 Givencuria
1237 Juvencuria
1250 Givancort
1581 Juvancuria
1674 Juvancour
Ab 1705 setzte sich die Schreibweise Juvancourt durch.

## Bevölkerungsentwicklung
| Jahr      | 1962 | 1968 | 1975 | 1982 | 1990 | 1999 | 2006 | 2012 | 2021 |
| Einwohner | 153  | 151  | 167  | 153  | 165  | 148  | 161  | 126  | 113  |

Im Jahr 1851 wurde mit 375 Bewohnern die bisher höchste Einwohnerzahl ermittelt. Die Zahlen basieren auf den Daten von cassini.ehess und INSEE.

## Sehenswürdigkeiten

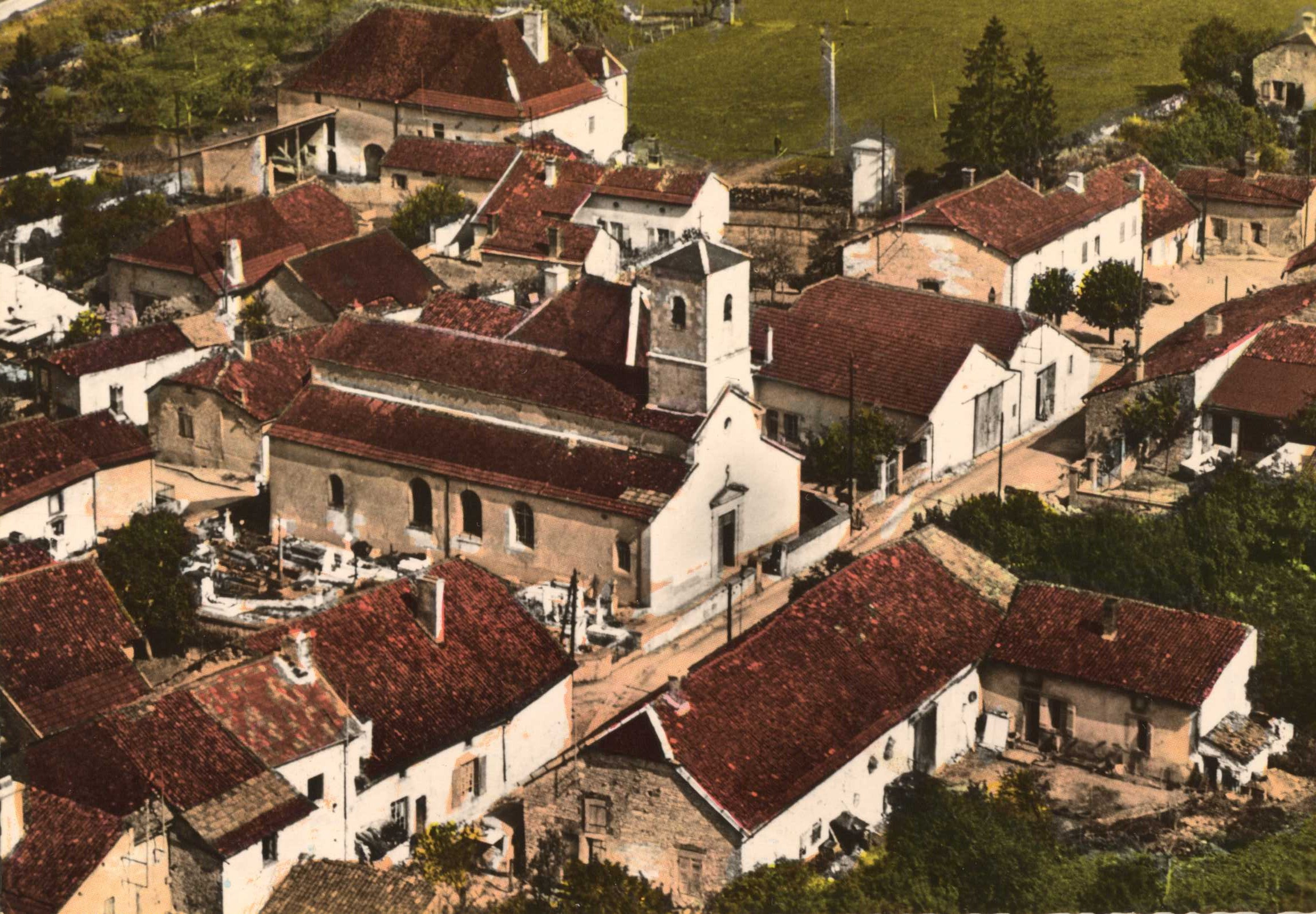
Kirche Saint-Antoine
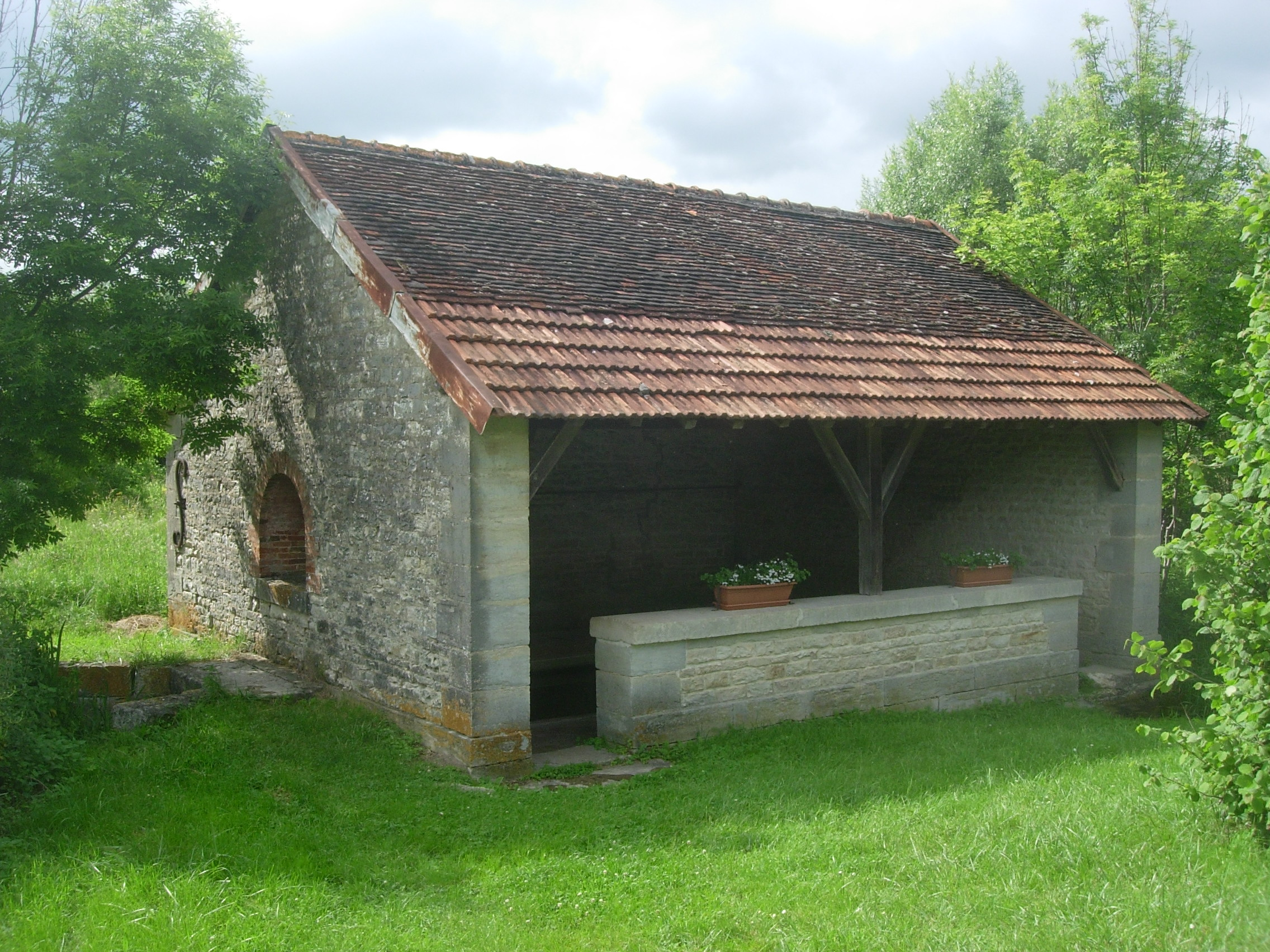
Ehemaliges Waschhaus (Lavoir)
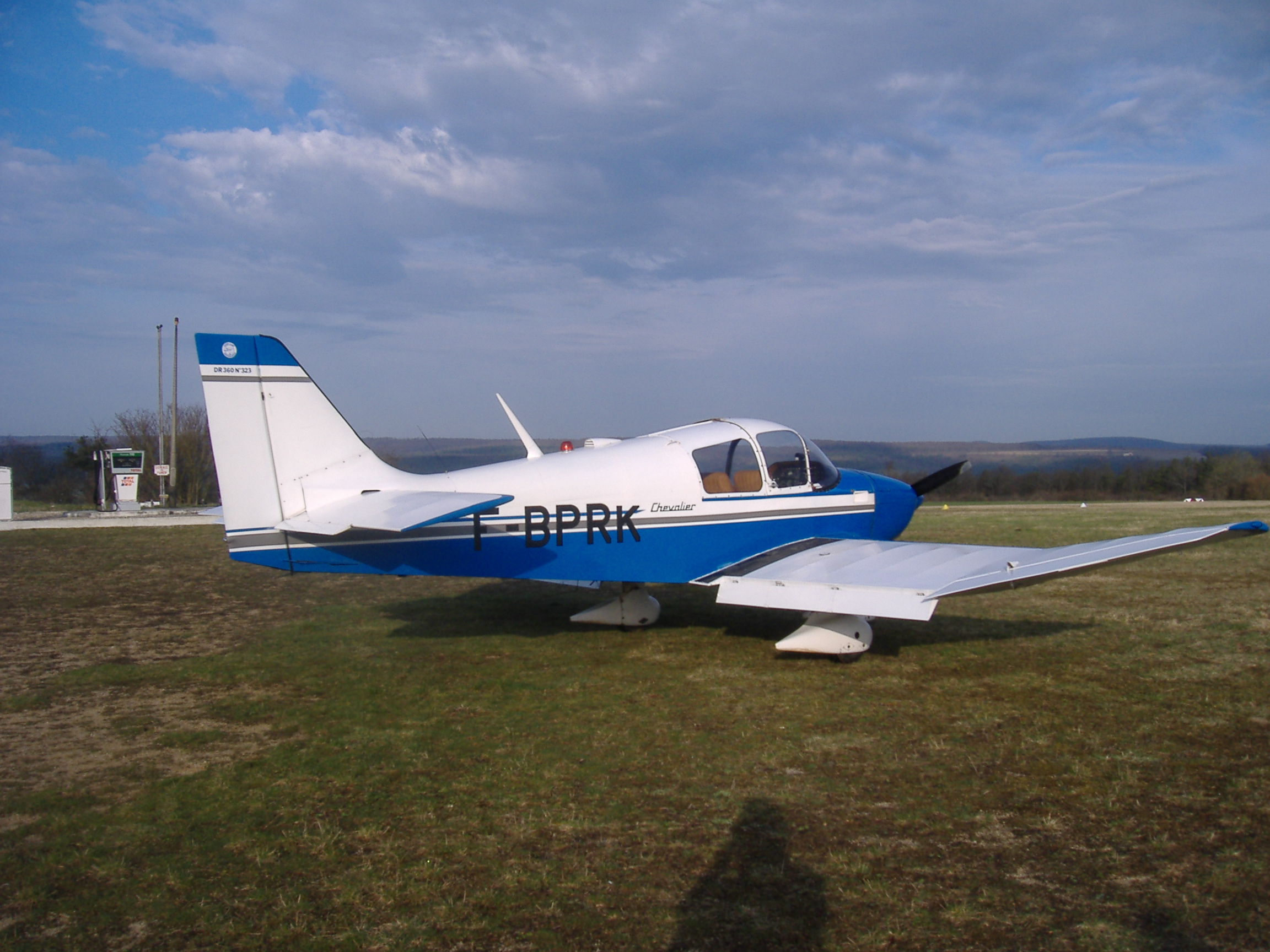
Croix Modot, eines der Flurkreuze

- Kirche Saint-Antoine
- Ehemaliges Waschhaus
- Flugzeug auf dem Flugplatz Juvancourt

## Wirtschaft und Infrastruktur
In Juvancourt sind zwei Landwirtschaftsbetriebe ansässig, die Getreide anbauen.
Auf einer Rodungsinsel östlich des Dorfes Juvancourt liegt der Flugplatz Juvancourt (Aérodrome de Juvancourt, auch Aérodrome de Bar-sur-Aube-Juvancourt). Er hat eine 900 m lange und 50 m breite Graslandebahn, die in Westsüdwest-Ostnordost-Richtung angelegt wurde. Die Start- und Landebahn verläuft über den 349 m hohen Hügel Mont Perton hinweg. Der Flugplatz dient Flugsport- und Tourismus-Aktivitäten und hat den ICAO-Code LFQX.
Im Süden berührt die Autoroute A 5 (Paris-Langres) das Gemeindegebiet von Juvancourt; eine Anschlussstelle befindet sich in der Nachbargemeinde Ville-sous-la-Ferté. Einen Kilometer westlich von Juvancourt verläuft die dem Aubetal folgende Fernstraße D 396 von Bar-sur-Aube nach Montigny-sur-Aube. In der 16 Kilometer entfernten Stadt Bar-sur-Aube befindet sich der nächstgelegene Bahnhof an der Bahnstrecke Paris–Mulhouse.

## Belege
1. ↑  Dossier über die Geschichte der Gemeinde im Rathaus von Juvancourt
2. ↑  Juvancourt auf cassini.ehess
3. ↑  Juvancourt auf INSEE
4. ↑  Landwirtschaftsbetriebe auf annuaire-mairie.fr (französisch)